# بينوا غرافين
بينوا غرافين (بالفرنسية: Benoît Graffin)‏ ، ولد في ، هو كاتب سيناريو ومخرج فرنسي .

## فيلموغرافيا

### كاتب السيناريو
- 1998 : New Yorker
- 2001 : مقهى الشاطئ Café de la plage
- 2003 : بعدك ... لـبيير سلفادوري
- 2006 : Les Ambitieux لـكاثرين كورسيني
- 2006 : "Hors de prix" لـPierre Salvadori
- 2008 : بدون سلاح ، لا كراهية ، ولا عنف ، لـجان بول روف
- 2008 : ابنة موناكو لـآن فونتين
- 2010 : أكاذيب حقيقية لبيير سلفادوري
- 2012 : ثلاثة عوالم لكاثرين كورسيني
- 2012 : عندما سأكون صغيراً لـجان بول روف
- 2013 : Cookie لـLéa Fazer
- 2016 : ما زلت سعيدًا (Encore heureux )
- 2016 : مرحبًا بكم في Marly-Gomont لجوليان رامبالدي
- 2017 : Ouvert la nuit إدوارد باير
- 2018 : En liberté ! لـبيير سالفادوري

### إخراج
- 1998 : New Yorker
- 2001 : مقهى الشاطئ
- 2016 : ما زلت سعيدًا

## تكريمات
- سيزار 2019 César 2019 : سيزار لأفضل سيناريو أصلي مع بيير سلفادوري وبنيامين شاربيت ، من أجل En liberté !

## روابط خارجية
- بينوا_غرافين على موقع IMDb (الإنجليزية)
- بينوا_غرافين على موقع ألو سيني (الفرنسية)
- بينوا_غرافين على موقع أول موفي (الإنجليزية)
- بينوا_غرافين على موقع قاعدة بيانات الأفلام السويدية (السويدية)
- بينوا_غرافين على موقع قاعدة بيانات الفيلم (الإنجليزية)
- بينوا_غرافين على موقع كينوبويسك (الروسية)